# Dpa-AFX Wirtschaftsnachrichten

Logo

Die dpa-AFX Wirtschaftsnachrichten GmbH ist eine deutschsprachige Nachrichtenagentur für Wirtschafts- und Finanznachrichten. Die Zielgruppe von dpa-AFX sind Banken, Finanzdienstleister und Medien. Sitz der Agentur ist Frankfurt am Main. Zum Angebot gehören ein Realtime-Nachrichtendienst mit Finanznachrichten, Pressestimmen und Ad-hoc-Meldungen, ein „Near Time“-Nachrichtendienst mit Topmeldungen und Hintergrundberichten sowie ein Audiodienst, der Radiosender beliefert.
Die Agentur nahm ihre Arbeit am 1. Juli 1999 auf. Gesellschafter sind die Deutsche Presse-Agentur (76 Prozent) und die Austria Presse Agentur (24 Prozent).